# 石立真悠子
石立真悠子（ISHITATE Mayuko，1987年1月18日—），日本女子手球運動員，現為日本國家女子手球隊隊員。福井縣出生，畢業於明倫中学校、小松市立高校及筑波大学。

## 簡歷
2010年11月，石立真悠子代表日本出戰廣州亞運會，參加女子手球比賽項目，奪得銀牌。